# Curio (unidad)

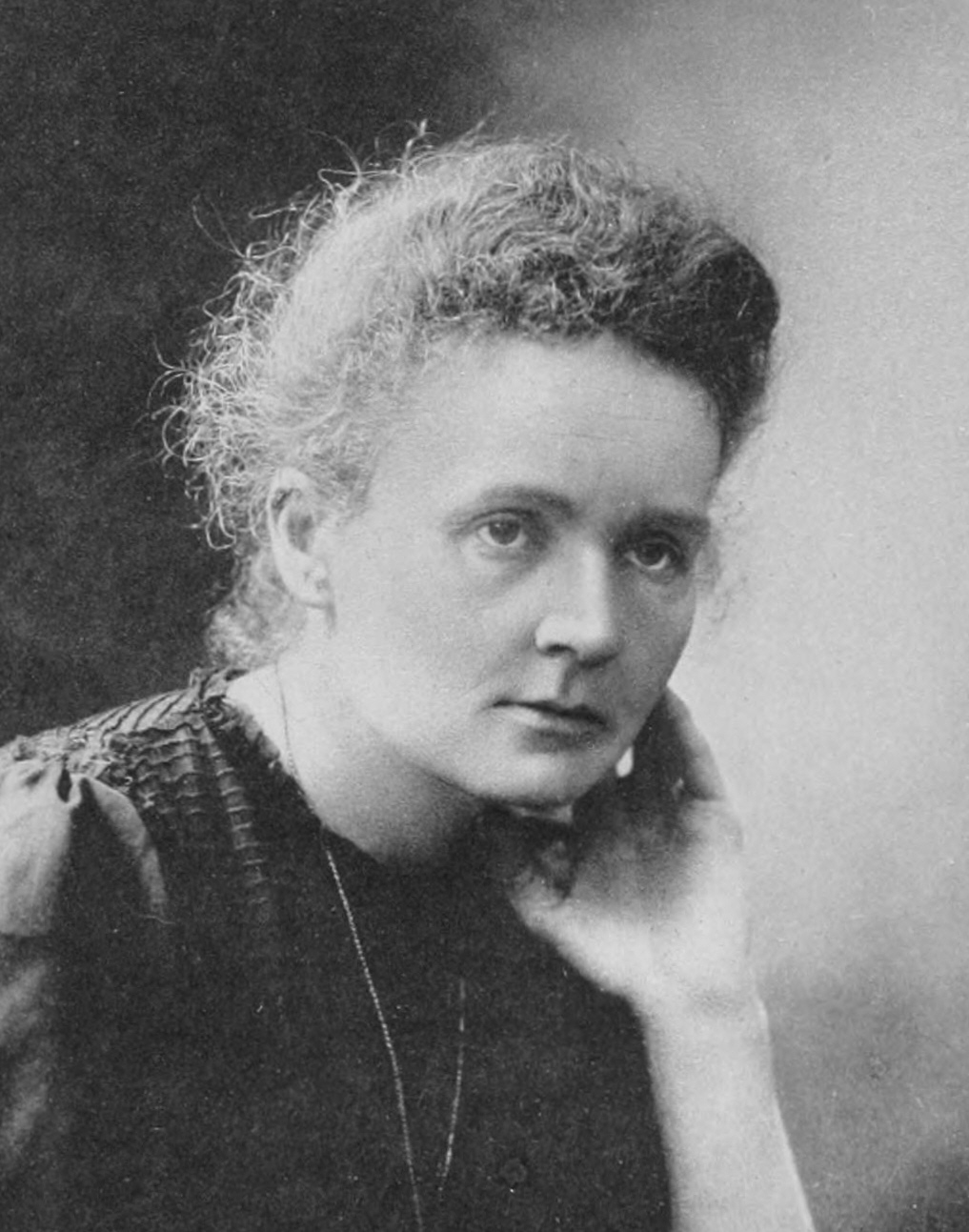
Marie Curie

El curio (símbolo Ci) es una unidad no-SI de radioactividad, definida, originalmente, en 1910. De acuerdo con un aviso en "Nature" en el momento, fue llamada en honor de Marie Curie.
Fue, originalmente, definido como "la magnitud o masa de emanación de radio en equilibrio con un gramo de radio (elemento), pero es, normalmente, definido como 1 Ci = 3.7 x 1010 decaimientos por segundo después más precisas mediciones de la actividad del 226Ra (la cual tiene una actividad específica de 3.66 x 1010 Bq/g).
En 1975, la "General Conference on Weights and Measures" dio el becquerel (Bq), definido como un deterioro nuclear por segundo, estatus oficial como la unidad SI para actividad. Por ello:
1 Ci = 3.7 x 1010 Bq = 37 GBq
y
1 Bq ≅ 2.703×10−11 Ci ≅ 27 pCi
Mientras su uso continuado esta desanimado por la "National Institute of Standards and Technology (NIST)" y otros cuerpos, el curie es aun ampliamente utilizado a través del gobierno, industria y medicina en los Estados Unidos y otros países.
En la reunión de 1910, la cual, originalmente, definió el curie, se propuso hacerlo equivalente a 10 ng de radio (una cantidad práctica). Pero, Marie Curie, después de inicialmente aceptar aquello, cambio de opinión e insistió en un gramo de radio. De acuerdo con Bertram Boltwood, Marie Curie pensó que "el uso del nombre "curie" para una magnitud infinitesimalmente pequeña de cualquier cosa era totalmente inapropiado".
La potencia emitida en deterioro radiactivo correspondiente a un curie puede ser calculado al multiplicar la energía de desintegración por aproximadamente 5.93 mW/MeV.
Una máquina de radioterapia deberá tener apenas 1000 Ci de un radioisótopo tal como cesio-137 o cobalto-60. Esta magnitud de radiactividad puede producir serios efectos de salud con solo algunos minutos de exposición sin escudo a rango cercano.
La desintegración radiactiva produce emisión de radiación de partículas o radiación electromagnética. Ingiriendo aún pequeñas magnitudes de algunos radionucleidos de emisión partículas puede ser fatal. Por ejemplo, las dosis letal media (LD-50) para ingesta de polonio-210 es 240 μCi, cerca de 53.5 ng. Aunque, magnitudes de milicurie de radionucleidos de emisión electromagnética son, rutinariamente, utilizados en medicina nuclear.
Típicamente, el cuerpo humano contiene, apenas 0.1 μCi (14 mg) de potasio-40 de ocurrencia natural. Un cuerpo humano conteniendo 15 kg de carbono (vea Composición del cuerpo humano), también, podrá tener cerca de 24 ng o 0.1 μCi de carbono-14. Juntos, estos podrá resultar en un total de aproximadamente 0.2 μCi o 7400 decaimientos por segundo dentro del cuerpo de la persona (mayormente como desintegración beta, pero algunas de desintegración gamma).

## Como una medida de magnitud
Las unidades de actividad (el curie y el becquerel) también, se refieren a las magnitudes de átomos de radioactividad. Ya que la probabilidad de desintegración es una magnitud física fija, para un número de átomos conocidos de un radionucleido particular, un número predecible se desintegrarán en un momento dado. El número de desintegraciones que ocurrirán en un segundo en un gramo de átomos de un radionucleido particular es conocido como la actividad específica de ese radionucleido.
La actividad de una muestra decrece con el tiempo por la desintegración.
Las reglas de desintegración radioactiva deben ser utilizadas para convertir actividad a un número de átomos actuales. El estato que 1 Ci de átomos de radioactividad  seguirán la expresión:
{\displaystyle N\ \lambda ={\text{Ci}}=(3.7\times 10^{10}){\text{Bq}}}
y así
| Símbolo                  | Nombre                      | Unidad |
| ------------------------ | --------------------------- | ------ |
| {\displaystyle N}        | átomos                      |        |
| {\displaystyle \lambda } | constante de desintegración | s-1    |

También, podemos expresar actividad en moles:
{\displaystyle {\begin{aligned}{\text{1 Ci}}&={\frac {3.7\times 10^{10}}{\ln 2\,N_{\rm {A}}}}{\text{ (moles)}}\ t_{1/2}{\text{ (segundos)}}\\&\approx 8.8639\times 10^{-14}{\text{ (moles)}}\ t_{1/2}{\text{ (segundos)}}\\&\approx 5.3183\times 10^{-12}{\text{ (moles)}}\ t_{1/2}{\text{ (minutos)}}\\&\approx 3.1910\times 10^{-10}{\text{ (moles)}}\ t_{1/2}{\text{ (horas)}}\\&\approx 7.6584\times 10^{-9}{\text{ (moles)}}\ t_{1/2}{\text{ (días)}}\\&\approx 2.7972\times 10^{-6}{\text{ (moles)}}\ t_{1/2}{\text{ (años)}},\end{aligned}}}
| Símbolo                 | Nombre              |
| ----------------------- | ------------------- |
| {\displaystyle N_{A}}   | Número de Avogradro |
| {\displaystyle t_{1/2}} | Vida media          |

El número de moles debe ser convertido a gramos al multiplicar por la masa atómica.
Acá hay algunos ejemplos, ordenados por vida media.
| Isotopo | Vida media       | Masa de 1 curie                | Actividad específica (Ci / g)         |
| ------- | ---------------- | ------------------------------ | ------------------------------------- |
| 209Bi   | 1.9×1019 años    | 11.1 mil millones de toneladas | 9.01×10−17                            |
| 232Th   | 1.405×1010 años  | 9.1 toneladas                  | 1.1×10−7 (110,000 pCi/g, 0.11 μCi/g)  |
| 238U    | 4.471×109 años   | 2.977 toneladas                | 3.4×10−7 (340,000 pCi/g, 0.34 μCi/g)  |
| 40K     | 1.25×109 años    | 140 kg                         | 7.1×10−6 (7,100,000 pCi/g, 7.1 μCi/g) |
| 235U    | 7.038×108 años   | 463 kg                         | 2.2×10−6 (2,160,000 pCi/g, 2.2 μCi/g) |
| 129I    | 15.7×106 años    | 5.66 kg                        | 0.00018                               |
| 99Tc    | 211×103 años     | 58 g                           | 0.017                                 |
| 239Pu   | 24.11×103 años   | 16 g                           | 0.063                                 |
| 240Pu   | 6563 años        | 4.4 g                          | 0.23                                  |
| 14C     | 5730 años        | 0.22 g                         | 4.5                                   |
| 226Ra   | 1601 años        | 1.01 g                         | 0.99                                  |
| 241Am   | 432.6 años       | 0.29 g                         | 3.43                                  |
| 238Pu   | 88 años          | 59 mg                          | 17                                    |
| 137Cs   | 30.17 años       | 12 mg                          | 83                                    |
| 90Sr    | 28.8 años        | 7.2 mg                         | 139                                   |
| 241Pu   | 14 años          | 9.4 mg                         | 106                                   |
| 3H      | 12.32 años       | 104 μg                         | 9621                                  |
| 228Ra   | 5.75 años        | 3.67 mg                        | 273                                   |
| 60Co    | 1925 años        | 883 μg                         | 1132                                  |
| 210Po   | 138 años         | 223 μg                         | 4484                                  |
| 131I    | 8.02 días        | 8 μg                           | 125000                                |
| 123I    | 13 horas         | 518 ng                         | 1930000                               |
| 212Pb   | 10.64 horas      | 719 ng                         | 1390000                               |
| 223Fr   | 22 minutos       | 26 ng                          | 38000000                              |
| 212Po   | 299 nanosegundos | 5.61 ag                        | 1.78×1017                             |

## Magnitudes relacionadas de radiación
| Magnitud              | Unidad                     | Símbolo | Derivación               | Año  | Equivalencia SI  |
| --------------------- | -------------------------- | ------- | ------------------------ | ---- | ---------------- |
| Actividad (A)         | becquerel                  | Bq      | s−1                      | 1974 | unidad SI        |
| Actividad (A)         | curie                      | Ci      | 3.7 × 1010 s−1           | 1953 | 3.7×1010 Bq      |
| Actividad (A)         | rutherford                 | Rd      | 106 s−1                  | 1946 | 1,000,000 Bq     |
| Exposición (X)        | coulomb por kilógramo      | C/kg    | C⋅kg−1 de aire           | 1974 | unidad Si        |
| Exposición (X)        | röntgen                    | R       | esu / 0.001293 g de aire | 1928 | 2.58 × 10−4 C/kg |
| Dosis absorbida (D)   | gray                       | Gy      | J⋅kg−1                   | 1974 | unidad SI        |
| Dosis absorbida (D)   | erg por gramo              | erg/g   | erg⋅g−1                  | 1950 | 1.0 × 10−4 Gy    |
| Dosis absorbida (D)   | rad                        | rad     | 100 erg⋅g−1              | 1953 | 0.010 Gy         |
| Dosis equivalente (H) | sievert                    | Sv      | J⋅kg−1 × WR              | 1977 | unidad SI        |
| Dosis equivalente (H) | röntgen hombre equivalente | rem     | 100 erg⋅g−1 x WR         | 1971 | 0.010 Sv         |
| Dosis efectiva (E)    | sievert                    | Sv      | J⋅kg−1 × WR × WT         | 1977 | unidad SI        |
| Dosis efectiva (E)    | röntgen hombre equivalente | rem     | 100 erg⋅g−1 × WR × WT    | 1971 | 0.010 Sv         |

El curio representaba una cantidad muy grande de radiactividad desde el punto de vista biológico, por lo que se comenzaron a utilizar unidades más pequeñas:
- milicurio (mCi) = 10-3 Ci
- microcurio (μCi) = 10-6 Ci
- nanocurio (nCi) = 10-9 Ci
- picocurio (pCi) = 10-12 Ci

El curio ha sido reemplazado por una unidad derivada del SI, el bequerelio (Bq):
1 Bq = 2,703 × 10-11 Ci
1 Ci = 3,7 × 1010 Bq

## Dosis de radiación
El curio indica cómo se emitían partículas alfa o beta o rayos gamma de una fuente radiactiva, por unidad de tiempo, pero no indica cómo podría afectar dicha radiación a los organismos vivos.
La dosis de radiación se mide en grais.
- Datos: Q229354